# Láser químico
El láser químico es un láser que obtiene energía de una reacción química. Los láseres químicos pueden generar salidas de ondas electromagnéticas con potencias del nivel de los megavatios. Se suelen usar en la industria para cortar y taladrar.
Los ejemplos más comunes entre los láseres químicos son los láseres de yodo oxigenado, de yodo en fase gaseosa, de fluoruro de hidrógeno y los láseres de fluoruro de deuterio. Estos últimos, son operativos en la región del infrarrojo medio. También hay un láser de fluroruro de deuterio y dióxido de carbono, que como el láser de yodo oxigenado es un "láser de transferencia." Los láseres de fluoruro de hidrógeno y de fluoruro de deuterio no son muy comunes.

## Origen
La posibilidad de crear láseres infrarrojos basándose en los productos vibracionalmente excitados de una reacción química fue propuesta por primera vez por John C. Polanyi en 1961. Un láser pulsado no químicamente fue demostrado por Jerome V. V. Kasper y George C. Pimentel en 1965. Primero, bombardearon ópticamente cloruro de hidrógeno tan vigorosamente que la molécula se disoció y luego se recombinó, dejándolo en un estado excitado adecuado para un láser. A continuación, eso se demostró factible con fluoruro de hidrógeno y fluoruro de deuterio. Pimentel pasó a explorar un laser de transferencia DF - CO2. Aunque este trabajo no produjo un láser de onda continua puramente químico, ello abrió el camino al demostrar la viabilidad de la reacción química como mecanismo de bombeo para un láser químico. A Pimentel le fue concedida en 1971 una patente para un láser de alta frecuencia armónico escalable (Patente de Estados Unidos 4.760.582).
El láser de alta frecuencia químico de onda continua (CW) fue producido por primera vez en 1969, y posteriormente patentado, por investigadores de la Corporación Aeroespacial en El Segundo, California. Este dispositivo utilizaba la mezcla de las corrientes adyacentes de H2 y F, dentro de una cavidad óptica, para crear una onda de alta frecuencia vibracionalmente excitada que alimenta el láser.